# Assedio di Pavia (maggio 1528)
L’assedio di Pavia del maggio del 1528 fu un episodio militare della guerra della Lega di Cognac.

## Antefatti
Dopo l’assedio (e il conseguente sacco) del 1527, l’esercito franco-veneziano riconsegnò Pavia a Francesco II Sforza, che la fece presidiare da alcune compagnie comandate da Annibale Piccinardi. Tuttavia le tracce provocate dalla guerra erano profonde: i borghi e i monasteri suburbani erano devastati, i palazzi e le chiese della città erano stati saccheggiati e parecchie case erano state incendiate, molti cittadini erano stati uccisi o feriti durante il sacco, mentre altri erano fuggiti. Nel mese di aprile del 1528, le compagnie sforzesche lasciarono Pavia e al loro posto giunse un contingente veneziano, comandato da Pietro Longhena e composto da circa 75 cavalieri pesanti, 105 leggeri e 907 fanti. Il comandante spagnolo Antonio de Leyva, sapendo che le forze presenti in città erano poco numerose, decise quindi di riconquistare la città, affidando il comando dell’operazione a Ludovico Barbiano da Belgioioso.

## L'assedio
Nella notte tra il 12 e il 13 maggio, Ludovico Barbiano da Belgioioso uscì da Milano con 200 cavalieri, 2 000 fanti (in parte spagnoli e in parte italiani) e alcuni pezzi d’artiglieria. Alle prime luci dell’alba le sue forze erano davanti a Pavia e si accostarono alle mura della città, ritirandosi poco dopo. Il comandante veneziano, Pietro Longhena, vedendo che i nemici si erano allontanati, non fece suonare l’allarme, lasciando gran parte dei suoi uomini a riposare. Tuttavia, poco dopo, i soldati spagnoli e italiani tornarono ad assaltare, questa volta con delle scale, le mura occidentali e orientali della città (che verosimilmente in molti punti erano ancora danneggiate dal precedente assedio). Il presidio veneziano fu preso alla sprovvista, dato che il Longhena, pensando che l’azione nemica fosse solo un diversivo, non diede tempestivamente l’allarme e così le truppe di Ludovico Barbiano da Belgioioso poterono facilmente introdursi in città. Alcune compagnie veneziane di fanti, combattendo nelle strade, tentarono di arrestare l’avanzata dei nemici, ma furono presto sopraffatte. A peggiorare la situazione dei veneti intervennero anche gli abitanti della città, che cominciarono a bersagliarli delle finestre con balestre e sassi, tanto che lo stesso Longhena, fu ferito a una gamba da una pietra e venne catturato dagli spagnoli. Alcuni capitani veneziani, come Cesare Martinengo di Cesaresco, si rifugiarono nel castello Visconteo, dove si arresero in seguito a Ludovico Barbiano da Belgioioso dietro la promessa di aver salva la vita. Gli uomini di Carlo V, esaltati dalla facile vittoria, saccheggiarono la città.